# South Park: Scontri Di-retti
South Park: Scontri Di-retti (South Park: The Fractured but Whole) è un videogioco di ruolo del 2017, pubblicato dalla Ubisoft in collaborazione con South Park Digital Studios, sequel dell'acclamato South Park: Il bastone della verità del 2014.

## Trama
In questo nuovo capitolo della serie, ambientato immediatamente dopo Il bastone della verità, i personaggi lasciano i panni del mondo fantasy in favore di quelli dei supereroi: torna infatti il gruppo "Il Procione e i suoi amici", guidato dal Procione (Cartman) e introdotto nella quattordicesima stagione. Il gruppo pianifica di realizzare un franchise audiovisivo da distribuire su Netflix, tuttavia le divergenze all'interno del gruppo lo portano a scindersi in due fazioni: i dissidenti di Cartman, guidati da Mysterion (Kenny), formano gli "Amici della Libertà" dando inizio a una vera e propria guerra civile con tanto di insulti reciproci, mentre la criminalità in città inizia a salire vertiginosamente. Scoprendo la leggenda del re che riunì un regno grazie a un potente bastone, il Procione "torna nel passato" per avere con sé la squadra unita.
Il gioco inizia quando il Novellino (ancora nei panni del re dal gioco precedente) sbaraglia le armate dei "Mori" assieme a Butters e Kyle fino al castello Kupa Keep, fino a quando appare il Procione "dal futuro" e ricorda ai suoi alleati di dover sconfiggere gli Amici della Libertà. Il Novellino riesce ad accedere alla base del Procione e questi, seppur riluttante, decide di reclutarlo aprendogli un profilo Procinstagram e creandogli una storia: anni fa sconfisse una banda di brutti ceffi in casa sua usando per la prima volta i suoi superpoteri, scoprendo poi i suoi genitori nel bel mezzo di un rapporto sessuale, rimanendone traumatizzato (lasciando intendere che Cartman non sappia essere in realtà una cosa normale) e decidendo così di combattere il crimine. Il Novellino viene incaricato di ritrovare un gatto smarrito e ricevere la ricompensa di 100 dollari, atti a finanziare la produzione del loro franchise e nel corso della missione si allea con tutti i supereroi di entrambi i gruppi (nonostante le guerre civili), scopre dettagli personali, apprende nuovi poteri e raccoglie sempre più follower su Procinstagram. Nel frattempo, scopre che dietro all'aumento della criminalità c'è un complotto di un certo Mitch Conner, il quale, con l'aiuto della polizia e altri sicari insospettabili, inserisce stupefacenti negli alcolici (servendosi delle defecazioni del gatto scomparso) e chiunque li beve esce di senno. Con le ricette di Morgan Freeman, il Novellino apprende poteri di manipolazione del tempo emanando fragorosi peti (da cui il nome "Petoman" dagli amici).
Successivamente si scopre che Mitch Conner è in realtà una mano-pupazzo del Procione, intento a rendere più grande il suo franchise aumentando la criminalità e potendo quindi risolvere più misteri. Il Novellino apprende, tramite un viaggio nel tempo (assieme a Cartman e Conner) alla notte dello scontro con i brutti ceffi, che questi volevano solo farsi un selfie con lui, mentre i suoi genitori hanno capacità innaturali di ottenere milioni di follower su Facebook e Instagram (rispettivamente padre e madre); si conobbero in una struttura segreta del governo, che li aveva sequestrati e studiati fino alla nascita del Novellino, il quale, grazie al DNA combinato dei genitori, già alla nascita aveva milioni di follower. Preoccupandosi di proteggerlo, i genitori traslocarono più volte e nascosero una medicina in ogni suo pasto sperando che contenesse i suoi poteri, ottenendo però come effetto avverso vari poteri derivanti dai suoi frequenti peti e rifugiandosi negli alcolici e dolci all'erba finendo con il litigare sempre, pur di non far preoccupare il Novellino.
Tornati al presente, il Procione e il Novellino si dirigono alla cerimonia di insediamento a sindaco di "Mitch Conner"; gli altri supereroi si scontrano con Cartman e Kyle/Aquilonman (dal quale spunta un altro Mitch Conner con l'intento di prendere in giro gli altri). Per fermare la cerimonia, tutti i supereroi svelano l'inganno di Cartman, il quale, per difendersi, fa apparire la madre di Conner e inscena una discussione "scioccante" che culmina con la morte di entrambi; salvata la situazione, gli abitanti di South Park lasciano la cerimonia per procurarsi altri alcolici e stupefacenti puliti dalle città vicine. In una scena dopo i crediti, il Novellino è tornato a casa e vede i genitori che finalmente non litigano; non appena questi si chiudono in camera e iniziano un rapporto sessuale, appare il Professor Caos (Butters) e, affermando che non importa quante volte cambi il passato poiché loro lo faranno sempre, offre al Novellino di prendere una nuova via oscura.

### Dal tramonto fino alla Casa Bonita
Mysterion chiede aiuto a Petoman per salvare la sorella Karen da una festa dei ragazzi vampiri al ristorante "Casa Bonita". Qui, Petoman apprende la classe "Progenie Infernale" per affrontare i ragazzi vampiro e il loro animatore, il signor Adams (vestito come David del film Ragazzi perduti). Ai due si uniscono il Procione e Henrietta Biggle; proprio quando i quattro sconfiggono il capo Mike e costringono tutti a ritirarsi in cima alla cascata del locale, il sig. Adams evoca Corey Haim ma nel farlo appare Michael Jackson (chiamato dai personaggi e i testi del gioco "Corey Haim"), che rapisce Karen. I quattro protagonisti sconfiggono "Corey Haim" e Karen viene convinta che i ragazzi vampiri siano noiosi e lo ha fatto perché Kenny non passava più molto tempo con lei, allora Henrietta la fa diventare goth cosicché non debba preoccuparsi di avere amici.

## Modalità di gioco
South Park: Scontri Di-retti è un videogioco di ruolo con prospettiva 2.5D in terza persona, ambientato nella cittadina fittizia di South Park, nelle Montagne Rocciose del Colorado. Gli eventi del videogioco avvengono un giorno dopo quelli del suo predecessore, Il bastone della verità; il videogiocatore controlla di nuovo il Novellino, il protagonista silenzioso. I bambini abbandonano il loro gioco di ruolo a tema fantasy per diventare supereroi e creare un franchise su questo tema. Non riuscendo a decidere quale personaggio dovrà avere una propria serie su Netflix, i ragazzini si dividono in due fazioni rivali, da una parte "Il Procione e i suoi amici" (Coon and Friends) e dall'altra "Amici della libertà" (Freedom Pals), ognuna delle quali tenta di lanciare il proprio franchise.
Il videogiocatore è incoraggiato a esplorare il mondo di gioco (più vasto di quello del gioco precedente) per poter svolgere le attività più diverse, come defecare nei vari bagni attraverso un minigioco, trovare tutti e 41 i disegni yaoi disseminati in giro che raffigurano Tweek e Craig in momenti di intimità, oppure farsi del selfie con gli abitanti della città per aumentare i propri follower su Procinstagram (Coonstagram), una versione di Instagram gestita dal procione. È infatti necessario un certo numero di follower per poter completare alcune missioni della storia. Il cellulare del protagonista serve come menù principale, contenendo l'inventario, i profili dei personaggi e il diario delle quest attive.

### Personaggi
Guidati dal Procione (Eric Cartman), Il Procione e i suoi amici operano dalla Tana del Procione, ovvero il seminterrato di Cartman. Il gruppo include Aquiloman (The Human Kite)/Kyle Broflovski, il succhia-sangue Mosquito/Clyde Donovan, il superveloce Fastpass/Jimmy Valmer, il potente Super Craig/Craig Tucker, oltre al Novellino (New Kid). Gli Amici della Libertà sono guidato dal Dr. Timothy/Timmy Burch, e sono formati da Mysterion/Kenny McCormick, Brico Boy (Toolshed)/Stan Marsh, Wonder Tweek/Tweek Tweak e Tupperware/Tolkien Black. Altri eroi presenti nel gioco sono la Ragazza Squillo/Wendy Testaburger e il fortissimo Capitan Diabete (Captain Diabetes)/Scott Malkinson. Le avventure dei nostri eroi li porteranno in conflitto contro altri gruppi, come gli anziani del posto, i ninja, i ragazzi delle medie, le ragazze del Raisins (un locale parodia di Hooters, in cui le cameriere sono delle ragazzine in ambiti succinti che circuiscono i clienti), i barboni, il cugino di Kyle (Kyle Schwartz alias "Falso Aquiloman"), e il supercattivo Professor Caos (Butters Stotch).
Scontri Di-retti include anche molti altri personaggi di South Park, tra cui: il padre di Stan (Randy Marsh), il padre di Butters (Stephen Stotch), il padre di Kyle (Gerald Broflovski), Mr Mackey, il Detective Yates, l'obesa spogliarellista nera Spontanea Deretanea (Spontaneous Bootay), Padre Maxi, Gesù, gli Uomini Granchio (Crab people), i Ricordacini (Memberberries) e Asciughino (Towelie). Il gioco include inoltre Morgan Freeman come proprietario di un negozio di taco (da notare che quest'ultimo è apparso anche nel videogioco precedente durante un momento saliente dell'ultimo livello).

## Doppiaggio italiano
Di seguito sono riportati i doppiatori che hanno prestato la voce ai principali personaggi del videogioco:
| Personaggi                              | Doppiatore italiano |
| --------------------------------------- | --- |
| Eric Cartman/Procione                   | Francesca Vettori |
| Henrietta Biggle                        | Francesca Vettori |
| Sharon Marsh                            | Francesca Vettori |
| Linda Stotch                            | Francesca Vettori |
| Stan Marsh/Brico Boy                    | Davide Albano |
| Kyle Broflovski/Aquiloman               | Lucia Valenti |
| Jimmy Valmer/Fastpass                   | Lucia Valenti |
| Liane Cartman                           | Lucia Valenti |
| Sheila Broflovski                       | Lucia Valenti |
| Firkle                                  | Lucia Valenti |
| Kenny McCormick/Mysterion               | Osmar Santucho |
| Timmy Burch/Dr. Timothy                 | Osmar Santucho |
| Harrison Yates                          | Osmar Santucho |
| Stephen "Chris" Willis Stotch           | Osmar Santucho |
| Preside PC                              | Osmar Santucho |
| Tuong Lu Kim                            | Osmar Santucho |
| Tweek Tweak/Wonder Tweek (alcune frasi) | Osmar Santucho |
| Craig Tucker/Super Craig                | Gianni Gaude |
| Padre Maxi                              | Gianni Gaude |
| Morgan Freeman                          | Gianni Gaude |
| Richard Tweak                           | Gianni Gaude |
| Signor Maso                             | Gianni Gaude |
| Babbo Natale                            | Gianni Gaude |
| Dottor Alphonse Mephesto                | Gianni Gaude |
| Tweek Tweak/Wonder Tweek                | Renato Novara |
| Scott Malkinson/Capitan Diabete         | Renato Novara |
| Asciughino                              | Renato Novara |
| Gerald Broflovski                       | Renato Novara |
| Signor Mackey                           | Renato Novara |
| Mike Makovski                           | Renato Novara |
| Corey Haim (Michael Jackson)            | Renato Novara |
| Pete Thelman                            | Renato Novara |
| Butters Stotch/Professor Caos           | Walter Rivetti |
| Clyde Donovan/Mosquito                  | Walter Rivetti |
| Kyle Schwartz/Falso Aquiloman           | Walter Rivetti |
| Classi                                  | Walter Rivetti |
| Zarganor                                | Walter Rivetti |
| Token Black/Tupperware                  | Roberta Maraini |
| Wendy Testaburger/Ragazza Squillo       | Roberta Maraini |
| Dougie O'Connell/Generale Distruzione   | Roberta Maraini |
| Sindaco McDaniels                       | Roberta Maraini |
| Madre del novellino                     | Patrizia Giangrand |
| Randy Marsh                             | Oliviero Cappellini |
| Jimbo Kern                              | Oliviero Cappellini |
| Ned Gerblansky                          | Oliviero Cappellini |
| Gesù                                    | Oliviero Cappellini |
| Michael                                 | Oliviero Cappellini |
| Richard Tweak (alcune frasi)            | Alessandro Germano |
| Personaggi minori                       | Lucia Valenti, Osmar Sanchuto, Gianni Gaude, Renato Novara, Walter Rivetti, Roberta Maraini, Patrizia Giangrand, Oliviero Cappellini, Luca Sbaragli |

## Distribuzione
L'uscita del gioco fu annunciata per la prima volta all'E3 del 2015 e prevista nel dicembre del 2016, per poi essere rinviata più volte. L'episodio Franchise Prequel della ventunesima stagione funge da prologo narrativo alle vicende di Scontri Di-retti. Il gioco è infine uscito il 17 ottobre 2017 per PC, Xbox One e PlayStation 4 ed il 24 aprile 2018 per Nintendo Switch (versione annunciata nel Nintendo Direct dell'8 marzo dello stesso anno).

## Accoglienza
| Testata                          | Giudizio |         |
| -------------------------------- | -------- | ------- |
| Metacritic (media al 08-04-2024) | PC       | 81/100  |
| Metacritic (media al 08-04-2024) | PS4      | 79/100  |
| Metacritic (media al 08-04-2024) | XONE     | 84/100  |
| Metacritic (media al 08-04-2024) | NS       | 80/100  |
| Destructoid                      | -        | 8,5/10  |
| EGM                              | -        | 9,0/10  |
| Everyeye.it                      | PS4      | 8,6/10  |
| Game Informer                    | PS4      | 8,75/10 |
| Game Revolution                  | -        | [ 20 ]  |
| GameSpot                         | -        | 8/10    |
| GamesRadar+                      | -        | [ 37 ]  |
| IGN                              | -        | 8,5/10  |
| Multiplayer.it                   | PS4      | 8,2/10  |
| PCG (USA)                        | PC       | 86/100  |
| Polygon                          | -        | 7/10    |
| The Games Machine                | -        | 9/10    |

South Park: Scontri Di-retti ha ricevuto giudizi positivi dalla critica. Il videogioco ha ricevuto sul sito Metacritic "recensioni generalmente favorevoli" sia per le versioni Microsoft Windows, PlayStation 4 che Xbox One. La rivista italiana The Games Machine ha assegnato alla trilogia un voto "ottimo" (9/10), plaudendo il miglioramento nelle maggior parte degli aspetti rispetto al gioco precedente e il fatto che il titolo fosse più accessibile ai novellini ma al tempo stesso godibilissimo anche dai videogiocatori più esperti. Il sito web Everyeye.it ha lodato soprattutto il sistema di combattimento profondo e sfaccettato, che prevede anche dei piccoli QTE da portare a termine durante le fasi di attacco e difesa, specialmente contro i boss, notando tuttavia che tale spessore tattico fa però sentire la mancanza di un maggiore livello di sfida, tarato in maniera fin troppo accomodante anche alla difficoltà più elevata.